# Limnanthes
Limnanthes é um género botânico pertencente à família Limnanthaceae.
1. ↑  «Limnanthes — World Flora Online». www.worldfloraonline.org. Consultado em 19 de agosto de 2020